# Screen Gems
Screen Gems é um estúdio cinematográfico norte-americana subsidiária da Sony Pictures Entertainment e que pertence ao grupo Columbia TriStar Motion Picture.

## História
Após a falência financeira dos estúdios de Charles B. Mintz, que produzia para a Columbia Pictures filmes de animação, a Columbia compra de Charles o seu estúdio, em 1939, e renomeia para Screen Gems. Com isso a nova empresa passa a produzir pequenos filmes de curta-metragens teatrais. Em 1948, a Columbia Pictures Corporation comprou a Pioneer Telefilms (uma televisão comercial fundada em 1947) com a intenção de criar uma empresa que produzisse programas e filmes de televisão para o grupo, além de arquivar e administrar todas as suas produções, e assim, toda a estrutura da Pioneer passa a integrar aos estúdios da Screen Gems. Com essa evolução técnica, em 1951 a Screen tornou-se um estúdio independente, ou seja, suas produções poderiam ser negociadas diretamente com outras empresas e não mais passando pelo crivo da Columbia. Já com plenos direitos, a Screen Gems fecha um grande contrato com a Universal Internacional para produção de séries e desenhos animados, no final da década de 1950.
Entre as décadas de 1960 e 1970, os estúdios Screen Gems são negociados conforme divisão de negócios e incorporações que ocorrem dentro da Columbia Pictures até que em maio de 1974, é reincorporada na divisão Columbia Pictures Television (que mais tarde fará parte do grupo Sony Pictures Entertainment), e neste período são produzidos séries televisivas de grande sucessos mundiais.
Entre as décadas de 1980 e 1990 e com a volatilidade do mercado televisivo neste período, entre aquisições e incorporações de empresas e estúdios pelo grupo controlador da Screen Gems, sua estrutura passa a apoiar produções da Columbia / Tri-Star e mais tarde da Sony Pictures. Em 1999, a Sony Pictures ressuscita a Screen Gems como estúdios independentes com a intenção de produzir filmes de temas variados, como de horror, suspense, ação, comédia entre outros.
Atualmente a Screen Gems possui dois grandes estúdios, localizado na cidade de Atlanta e em Wilmington.